# فورتزا (مجموعه بازی)
فورتزا یا فورزا (به انگلیسی: Forza، به زبان ایتالیایی به معنای نیرو) عنوان یک مجموعه بازی ویدئویی به سبک مسابقه‌ای و شبیه‌سازی است که توسط ایکس‌باکس گیم استودیوز به‌طور انحصاری برای کنسول‌های خانوادهٔ ایکس‌باکس و سیستم‌عامل مایکروسافت ویندوز منتشر می‌شود. این فرنچایز در حال حاضر به دو سری مجزا تقسیم می‌شود؛ مجموعه اصلی تحت عنوان فورتزا موتوراسپورت است که توسط شرکت آمریکایی ترن ۱۰ استودیوز توسعه یافته است و دیگری سری فورتزا هورایزن به سبک جهان باز است که عمدتاً به‌وسیلهٔ شرکت بریتانیایی پلی‌گراند گیمز توسعه یافته است.
این مجموعه بازی همیشه تلاش کرده است تا با شبیه‌سازی هرچه بیشتر کیفیت سواری و فیزیک بیشتر خودروهای موجود در بازار، رقابت هرچه بیشتری با مجموعه بازی‌های گرن توریسمو شرکت سونی داشته باشد.

## فروش
در ماه فوریه سال ۲۰۱۰ میلادی، مدیران مایکروسافت اعلام کردند که ۳ شماره اول این مجموعه که آن زمان منتشر شده بودند، مجموعاً به فروش ۱۰ میلیون نسخه‌ای رسیدند.

## بازی‌ها

### موتوراسپورت

تصویری از فورتزا موتوراسپورت ۲

#### فورتزا موتوراسپورت (۲۰۰۵)
اولین شماره از این مجموعه در ۳ مه سال ۲۰۰۵ به‌طور انحصاری برای کنسول ایکس‌باکس منتشر شد. بازی گرافیک قابل قبولی داشت و در بازی گزینه‌های فراوان برای سفارشی‌سازی کردن خودروها وجود داشت. بازی دارای ویژگی‌هایی از قبیل ۲۰۰ خودرو و چندین میدان مسابقه واقعی در جهان یا ساختگی بود. وبگاه گیم‌اسپات به بازی امتیاز خوب ۹٫۲ از ۱۰ را داد و در وصف بازی گفت: «فورتزا موتور اسپورت به شما اجازه می‌دهد هر چیزی را شخصی‌سازی کنید و با خودروهای مورد علاقه‌تان مسابقه دهید. شما می‌توانید خودروهایی از ۶۰ کارخانه مختلف داشته باشید و برای به‌دست آوردن پول با آن‌ها مسابقه دهید و پول تان را دوباره خرج ارتقای خودروهایتان کنید!»

#### فورتزا موتوراسپورت ۲ (۲۰۰۷)
دومین شماره از این مجموعه در نسل هفتم بازی‌های ویدئویی و بر روی کنسول ایکس‌باکس ۳۶۰ منتشر شد. گرافیک بازی پیشرفت چشمگیری داشت و میدان مسابقه و خودروهای بسیار بیشتری به بازی اضافه شد. وبگاه گیم‌اسپات مانند شماره اول، به این بازی هم امتیاز خوب ۹٫۲ را اهدا کرد.

مجله هایپر در نقد بازی نوشت: «کیفیت سواری بازی بسیار خوب و قابلیت‌های شخصی‌سازی خودروها فوق‌العاده است؛ اما با این حال، محیط کاربری بازی چندان کاربر پسند نیست و پیشرفتی نسبت به شماره اول نداشته.»

#### فورتزا موتوراسپورت ۳ (۲۰۰۹)
سومین شماره از این مجموعه در اکتبر سال ۲۰۰۹ منتشر شد و توانست پیشرفت چشمگیر در زمینه گرافیک و کیفیت سواری داشته باشد. وبگاه گیم‌اسپات برای اولین بار، امتیاز عالی ۹٫۵ را به یکی از شماره‌های این مجموعه داد.

#### فورتزا موتوراسپورت ۴ (۲۰۱۱)
دو سال و یک روز پس از انتشار شماره سوم، استودیو مایکروسافت چهارمین شماره از این مجموعه را با قابلیت پشتیبانی از کینکت منتشر کرد. این بازی اولین بازی مسابقه‌ای شبیه‌سازی بود که از کینکت پشتیبانی می‌کرد. با این حال بازی نتوانست امتیازی بهتر از ۸٫۵ را از گیم‌اسپات دریافت کند و با وجود این که امتیاز خوبی گرفت، ولی بدترین امتیاز در تاریخ این مجموعه را از این سایت دریافت کرد. گیم‌اسپات یکی از نقاط منفی بازی را وجود نداشتن شرایط آب و هوایی گوناگون و همچنین حالت شب می‌دانست.

#### فورتزا موتوراسپورت ۵ (۲۰۱۳)
فورتزا موتوراسپورت ۵ در سال ۲۰۱۳ برای کنسول ایکس‌باکس وان راهی بازار شد.

#### فورتزا موتوراسپورت ۶ (۲۰۱۵)
فورتزا موتوراسپورت ۶ در سال ۲۰۱۵ برای اکس‌باکس وان و مایکروسافت ویندوز راهی بازار شد. فورزا ۶ تعداد ۴۵۰ نوع ماشین را در خود جا داده بود.

#### فورتزا موتوراسپورت ۷ (۲۰۱۷)
فورزا موتوراسپورت ۷ در سال ۲۰۱۷ برای مایکروسافت ویندوز و ایکس‌باکس وان عرضه شد. این بازی تعداد ۷۰۰ خودرو را در خود جای داده بود.

### هورایزن

#### فورتزا هورایزن (۲۰۱۲)
نخستین بازی مجموعه با نام فورتزا هورایزن که در جشنواره هورایزن واقع در کلرادو رخ می‌دهد و یک بازی جهان باز است. این بازی ویژگی‌هایی مشابه فورتزا موتوراسپورت، مثل تعدد خودروها، فیزیک واقع‌گرایانه و گرافیک با کیفیت، دارد.

#### فورتزا هورایزن ۲ (۲۰۱۴)
این عنوان در ۳۰ سپتامبر ۲۰۱۴ در آمریکای شمالی روی ایکس‌باکس ۳۶۰ و اکس‌باکس وان عرضه شد. بازی در فرانسه و ایتالیا رخ می‌دهد. چندین بسته الحاقی برای این بازی عرضه شده است. با عرضه دومین فورتزا هورایزن، پلی‌گراند گیمز دوره عرضه بازی‌های فورتزا را از دو سال به یک سال کاهش داد. مجموعه فورتزا موتوراسپورت و فورتزا هورایزن به صورت دوسالانه منتشر می‌شوند و پس از عرضه هر نسخه از یک مجموعه، نسخه دیگری از مجموعه دیگر عرضه می‌شود.

#### فورتزا هورایزن ۳ (۲۰۱۶)
فورتزا هورایزن ۳ در ۱۳ ژوئن ۲۰۱۶ برای ویندوز ۱۰ و ایکس‌باکس وان معرفی شد. وقایع این بازی در استرالیا اتفاق می‌افتد و بازیکن، میزبان جشنواره هورایزن است. عرضه بازی در ۲۷ سپتامبر ۲۰۱۶ (۲۳ سپتامبر، برای خریداران نسخه نهایی) انجام شد. این بازی در زمان عرضه دارای بیش از ۳۵۰ خودرو بود و نخستین نسخه از مجموعه بود که روی هر دو سکوی ویندوز و ایکس‌باکس وان عرضه شد. تا دسامبر ۲۰۱۶، فورتزا هورایزن ۳ در حدود ۲٫۵ میلیون نسخه فروخته بود. چندین بسته الحاقی برای این بازی عرضه شده است.

#### فورتزا هورایزن ۴ (۲۰۱۸)
در ۱۰ ژوئن ۲۰۱۸ و در ای۳ ۲۰۱۸، مایکروسافت فورزا هورایزن ۴ را برای ایکس‌باکس وان و ویندوز ۱۰ معرفی کرد. این بازی در بریتانیا رخ می‌دهد و از ویژگی‌های بارز آن، گیم‌پلی پویا و قابلیت تغییر فصل‌ها است که در ساعت ۲:۳۰ بعدازظهر روز پنج‌شنبه ساعت هماهنگ جهانی در دنیای واقعی، فصل‌ها تغییر می‌کنند. عرضه این بازی در ۲ اکتبر ۲۰۱۸ (برای خریداران نسخه نهایی، در ۲۸ سپتامبر) انجام گرفت. جلد این بازی، مک‌لارن سنا را به تصویر می‌کشد.
در ۱۳ دسامبر ۲۰۱۸، یک بسته الحاقی برای این بازی با نام جزیره ثروت (به انگلیسی: Fortune Island) معرفی شد. عکس روی جلد این محتوا، لامبورگینی اوروس ۲۰۱۹ بود.